# نوینومیسک
شهر نوینومیسک (به روسی: Невинномысск) در کشور روسیه و در کرای استاوروپول واقع شده‌است.